# Долгое прощание (фильм, 2020)
«Долгое прощание» (англ. The Long Goodbye) — короткометражный художественный фильм 2020 года режиссёра Энейла Кария. Главные роли в нём сыграли Риз Ахмед, Хуссина Раджа, Джавед Хашми. Картина получила премию «Оскар» 2022 года в номинации «Лучший короткометражный фильм».

## Сюжет
Риз Ахмед проводит обычный день у себя дома в британском пригороде, дурачась в компании младшего брата. Внезапно он видит, что люди в военизированной одежде и масках штурмуют дома. Дом Ахмеда тоже подвергается штурму, всю семью выводят наружу и ставят на колени. Ахмед пытается помочь мальчику из соседнего дома, которого сажают в фургон, но в него стреляют сзади. Лёжа на земле, он видит, как убивают его родных. Когда фургоны с людьми уезжают, Ахмед встаёт и читает а капелла рэп-песню о расизме.

## В ролях
- Риз Ахмед
- Хуссина Раджа
- Джавед Хашми

## Создание и оценки
Фильм был снят для продвижения одноимённого альбома Риза Ахмеда (The Long Goodbye), в нём звучат три композиции из этого альбома. Концепцию картины режиссёр Энейл Кария разработал совместно с Ахмедом. Получился 11-минутный фильм, причём первая его половина, показывающая обычную жизнь британской семьи, во многом является импровизацией. Премьерный показ прошел в Лондоне 5 марта 2020 года. На следующий день картину выложили на YouTube, позже её показали на Берлинском кинофестивале British Shorts.
«Долгое прощание» получило премию «Оскар» 2022 года в номинации «Лучший короткометражный фильм».